# 无形资产
无形资产（英語：intangible assets）指由特定主體所擁有，無一定型態，不具實體，但可构成竞争优势或對生產經營發揮作用的非货币性资产，如知识产权、特許權、品牌、人力资源、客戶資料、企业文化、專案等都可以算是无形资产；有關無形資產之價值的合適估計與相關資訊（如年限、折舊率等)，對於進一步的分析具備相當作用。
无形资产具有三个特征：一是不具有实物形态；二是具有可辨认性（商誉的存在无法与企业自身分离，不具有可辨认性）；三是属于非货币性长期资产。 通常，无形资产可分為二種：
- 法定无形资产：指受法律保護的无形资产，如營業秘密、版權、專利、商標等；法定无形资产一般會稱為智慧財產權，也衍生了有關財產權利的相關法律。
- 無法律保護之收益性无形资产：如非專利技術、技術秘訣（英语：know-how）、人力资源等。收益性无形资产則會影響一個組織的效益、生產量、耗費量及機會成本，最後也會反映在盈餘、顧客滿意度、市值及股票價格上，例如：人力资源。

## 原則
國際財務報導準則（英語：International Financial Reporting Standards，IFRS）允許企業可以選擇成本模式（英語：cost model）或價值重估模式（英語：revaluation model）來報告無形資產；其中，價值重估模式僅能於當該無形資產具有活躍之目標市場時使用。
美國會計準則（英語：US Generally Accepted Accounting Principles，US GAAP）則僅允許企業選擇成本模式來報告無形資產。
注意，可辨識的無形資產（英語：identifiable intangibles)，如：專利、商標、著作權等權利，具備內部創造的可能性（即非向他人購買獲得，而是透過自身創造)，而判定內部創造之無形資產的成本常是困難且過於主觀的；故此，國際財務報導準則與美國會計準則皆規範此類可辨識的無形資產之各項成本不應列於資產負債表中，而應列於損益表中：
- 內部創造的品牌、出版標題、客戶名單等
- 開動成本（英語：start-up costs）
- 訓練費（英語：training costs）
- 管理成本（英語：administrative cost）和其他間接費成本（英語：overhead cost）
- 廣告及推廣
- 安置成本（英語：relocation expenses）及開辦費（英語：reorganization expenses）
- 裁員費（英語：redundancy payment）及其他提前終止費（英語：termination cost）